# Fernando Borlán
Fernando Borlán Rodríguez (n. Galleguillos de Campos, Sahagún, León, España; 18 de agosto de 1932 - Guadalajara, España; 20 de enero de 2008) fue un poeta y catedrático de Bachillerato español.

## Biografía
De joven estudió con los colegio Marista en Tuy llegando incluso a consagrarse al servicio de la Iglesia católica, pero a comienzos de los años 1950 Borlán rompe con el ámbito religioso que le rodea y se acerca al pensamiento marxista.
Fue entonces cuando comienza a surgir el Fernando Borlán poeta. Durante el curso 1952-1953 trabaja en el reformatorio Arzobispo Gandásegui de Valladolid. Al año siguiente se traslada a trabajar al colegio El Salvador de esta ciudad donde funda con Julio Jiménez, en el colegio mayor de la Santa Cruz, un Aula de Oratoria, a la cual asistió también el poeta Francisco Pino. Colaboraba también con la emisora de radio de Valladolid EAJ47 enviando poemas al programa "Versos al Viento".
En enero del 1954 debe cumplir el servicio militar, por lo que es trasladado a Colmenar Viejo. Al acabar el campamento le destinan al Cuartel del Conde Duque para dar clase a los cabos. En el otoño de 1955, Borlán descubre la Cripta de Don Quijote en el desaparecido Café de Levante. Allí se reunía con varios poetas y humoristas de La Codorniz y conocerá a uno de sus grandes amigos, José Durán.
Licenciado del servicio militar comienza a trabajar en el diario El Alcázar y pocos meses después colabora con la revista Diez minutos. A la vez prepara las oposiciones a Agente Judicial, las cuales aprueba y es destinado a la localidad asturiana de Luarca donde colabora con la emisora local y el periódico Horizontes. En 1957 es internado en el hospital Monte Naranco de Oviedo donde colabora con Pablo Villamar en su programa radiofónico "De él para ellas".
El 25 de agosto de 1961 se casa con Lydia Pazos. Al tiempo que va formando familia, Borlán estudia Filosofía y Letras en la Universidad de Oviedo.
En 1966 junto con su familia se traslada a Ferrol donde sigue trabajando como Agente Judicial y además dará algunas clases en el colegio Montefaro. En esas fechas se presenta a los oposiciones de Francés y Literatura pero, aunque no consigue aprobarlas, termina trabajando como profesor de francés en el instituto Concepción Arenal. También contacta con el grupo de teatro de exalumnos denominado Teatro Estudio al que pertenecen figuras clave en desarrollo del teatro gallego como Eduardo Alonso y Luma Fernández.
En 1972 aprueba las oposiciones de Lengua y Literatura y será destinado al instituto Esteban Manuel Villegás de Nájera en la Rioja, donde creará el cine club Hexágono.
Poco antes de la muerte de Franco, Brorlán se traslada a San Lorenzo de El Escorial donde es destinado como secretario al instituto Juan de Herrera. En estos meses publica su primer poemario Por la noche, desnudo y en medio de la calle y se dedica a recorrer las emisoras de Madrid recitando sus poemas. Es así como contacta con Rafael Montesinos, Octavio Uña, Manuel Hidalgo, Claudio Rodríguez, Rafael Morales y Luis Rosales.
En 1978 se incorpora al instituto Eijo y Garay en Madrid. Aquí conoce a Ángela Bautista y Rosalía Vallejo, con quienes funda la revista La cuadratura del círculo. En 1980 se muda a Las Rozas de Madrid donde tiene como alumno a Benjamín Prado y en donde frecuenta el Rincón del Arte y la Asociación Prometeo de poesía. En esta época entabla amistad con Juan Ruiz de Torres y Juan Antonio Villacañas.
En el año 1982 Brorlán se traslada de manera definitiva, hasta su jubilación al instituto Brianda de Mendoza de Guadalajara. Allí se afilia al grupo literario Enjambre y junto con Alfredo Villaverde realiza una selección de poesía castellana editada bajo el título Y nació la trova en Castilla. En 1985 publica su segundo poemario, Cántico carnal. Durante la década de los años 1980 funda con Mariluz Adama y Francisco Núñez el grupo GENS, que mezcla poesía, imagen y sonido. Además impulsa la creación de Radio Arrebato en el instituto en que trabaja.
En 1990 crea con Alfredo Villaverde y Francisco Núñez la colección "El semáforo verde" en donde publica su siguiente poemario, Taberna de humo y sueño. La taberna será también el título de la columna de opinión con la que colaborará en el periódico local El Decano. En 1992 coincide en su instituto con María Pedroviejo y Carlos Alba con los que regresa a su actividad teatral representando, entre otros, por primera vez la versión alcarreña del Don Juan Tenorio de José Zorrilla, el Tenorio Mendocino. 
Al año siguiente en Sahagún presenta Clásicos por la calle, un espectáculo lírico. En ese año escribe su tercer poemario, Zálata. Tres años después, en la revista literaria Barataria, surge su último poemario, Derrota de los ídolos. En 1998 escribe su primera novela, El arcón de la Argamasilla. 
En 2007 aparece una edición de todas sus poesías bajo el título de Poesías Completas (Ed. Diputación de Guadalajara) realizada por Carlos Alba y donde se ofrece la primera biografía. En la primavera de 2008 se publica como obra póstuma Aunque el alma se quiebre, una recopilación de sus últimos poemas, editado e introducido también por Carlos Alba.

## Obra Literaria
- Por la noche y en medio de la calle, Taller de Poesía Vox n.º 6, 1977.
- Cántico carnal, Grupo Literario Enjambre, Col. "Mayor" n.º 12, 1985.
- Taberna de humo y sueño, El semáforo verde n.º 1, 1990.
- Derrota de los ídolos, Revista de Creación Literaria y de Filología Pliegos de la Ínsula Barataria n.º 3, 1996.
- El arcón de la Argamasilla, Diputación de Guadalajara, 2004. [Existe edición de 1999 realizada por el IES Brianda de Mendoza]
- Poesías completas 1977-2007, Diputación de Guadalajara, 2007.
- Aunque el alma se quiebre, Patronato Municipal de Cultura de Guadalajara, 2008.